# Stryphnus spelunca
Stryphnus spelunca is een gewone sponsensoort uit de familie van de Ancorinidae. De wetenschappelijke naam van de soort is voor het eerst geldig gepubliceerd in 2012 door Kelly & Sim-Smith.